# Ratusz w Głogówku
Ratusz w Głogówku – renesansowa budowla wzniesiona w 1608 roku, w latach następnych kilkakrotnie remontowana i przebudowywana. W roku 1945 budynek został częściowo spalony, a następnie odbudowany w latach 1955–1957. Obecnie ratusz jest siedzibą władz Głogówka.

## Historia
Pierwszy ratusz w Głogówku istniał już w połowie XIV wieku, budowla ta miała charakter handlowy. W tym samym miejscu w roku 1608 wzniesiono nową siedzibę władz miejskich. W latach 1659–1660 przeprowadzono remont wieży zniszczonej przez wojska szwedzkie. W roku 1774 ratusz ozdobiono malarstwem ściennym i sztukateriami, a w roku 1880 budynek odrestaurowano i częściowo przebudowano w duchu historyzmu, oraz zmodernizowano wnętrza. W czasie II wojny światowej budynek został częściowo spalony, a następnie odbudowany w latach 1955–1957.

## Architektura
Ratusz w Głogówku jest budynkiem wzniesionym na planie prostokąta, podpiwniczonym, ma trzy kondygnacje i jest nakryty dachem dwuspadowym. Kondygnacje oddzielono gzymsami przebiegającymi wzdłuż całej bryły, przy czym gzyms koronujący zawieszony jest na konsolach. Ponad bryłą góruje ośmioboczna wieża, wyrastająca z północnej części dachu, z gzymsami dzielącymi kondygnacje, metalową galeryjką i zwieńczona hełmem z podwójną latarnią i ostrosłupowym daszkiem. Najbardziej dekoracyjny jest szczyt południowy, podzielony gzymsami i pilastrami, o falistym wykroju z renesansowymi spływami i obeliskowymi sterczynami. Na południowych narożach budynku widnieją dwa kamienne posągi z 1774 roku autorstwa Jana Schuberta: św. Florian i św. Jan Nepomucen. Na szczególną uwagę zasługuje pomieszczenie ze sklepieniem kolebkowym, w którym mieści się obecnie sala posiedzeń. Jego ściany zdobi siedem interesujących stylizowanych fresków, przedstawiających najistotniejsze wydarzenia z przeszłości Głogówka. Jest to dzieło wrocławskiego malarza Alberta Helma, wykonane w 1942 roku.

Obecnie ratusz jest siedzibą władz samorządowych i administracyjnych Głogówka.

## Galeria

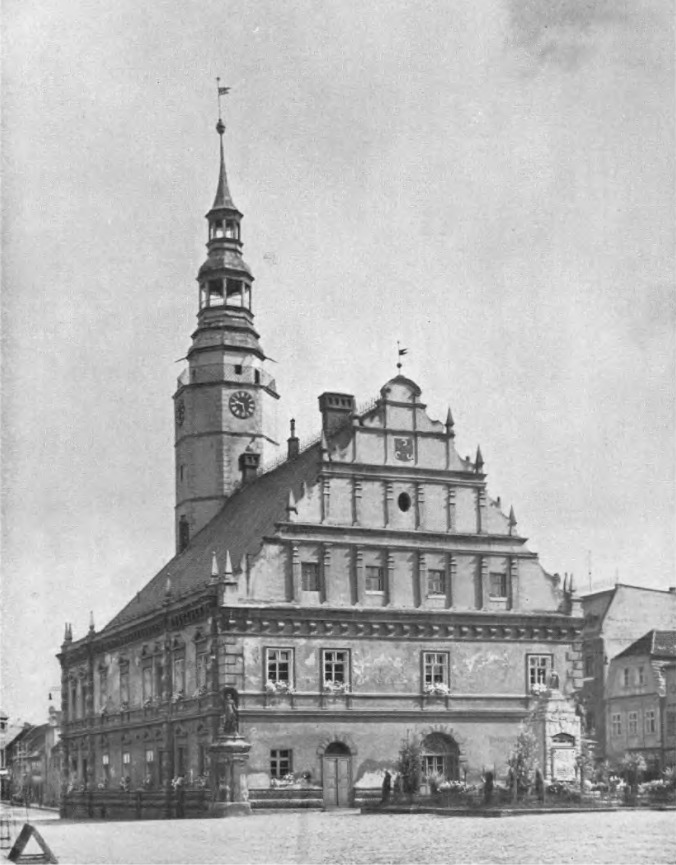
Ratusz w Głogówku przed 1939
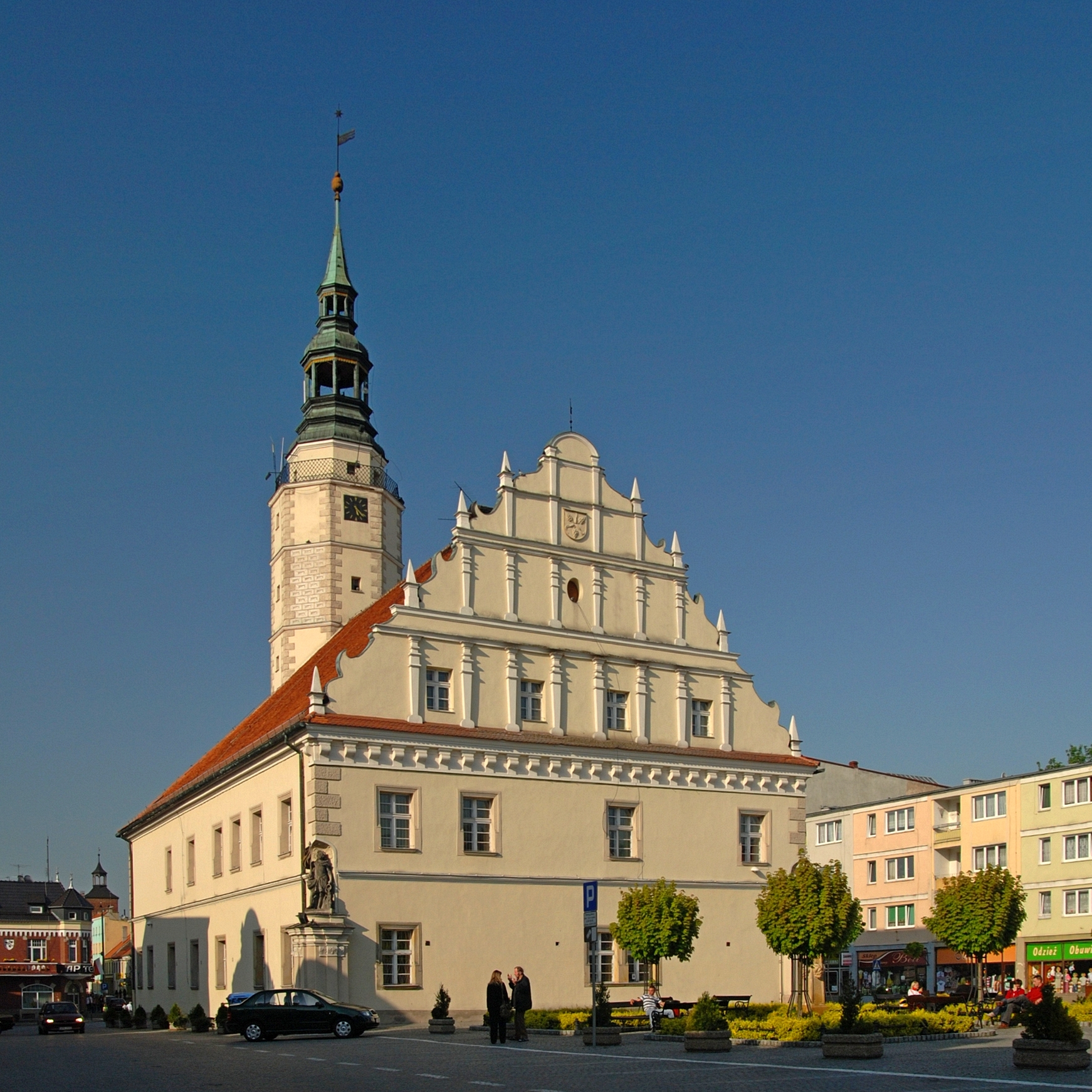
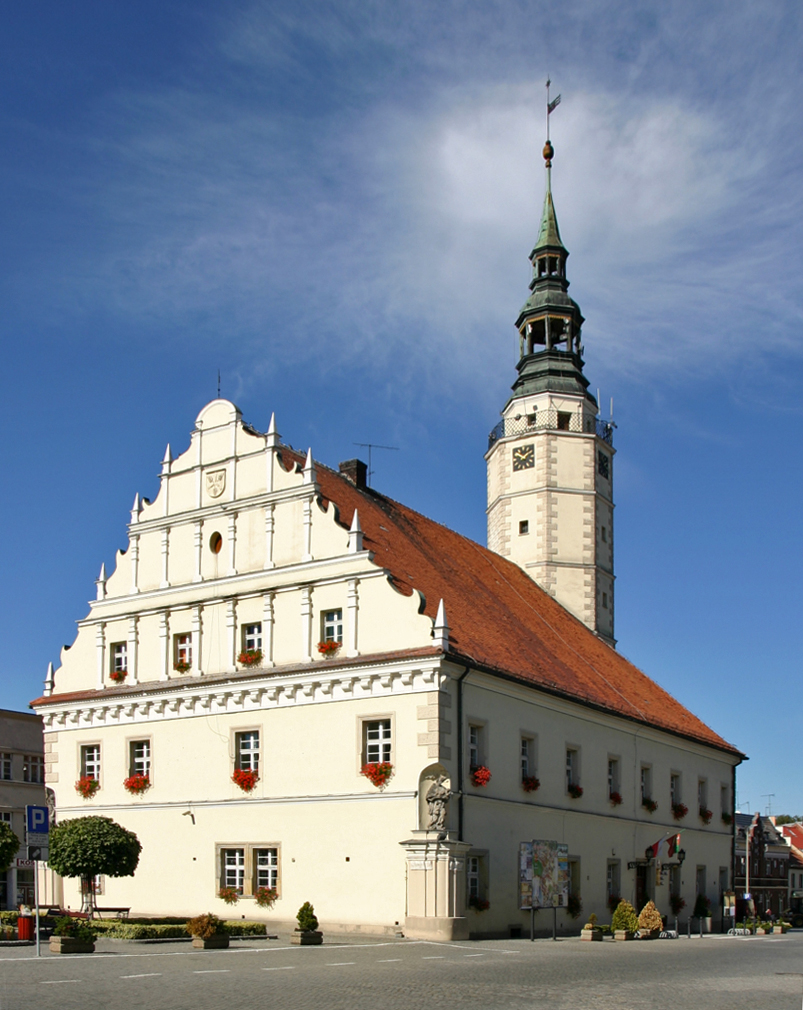
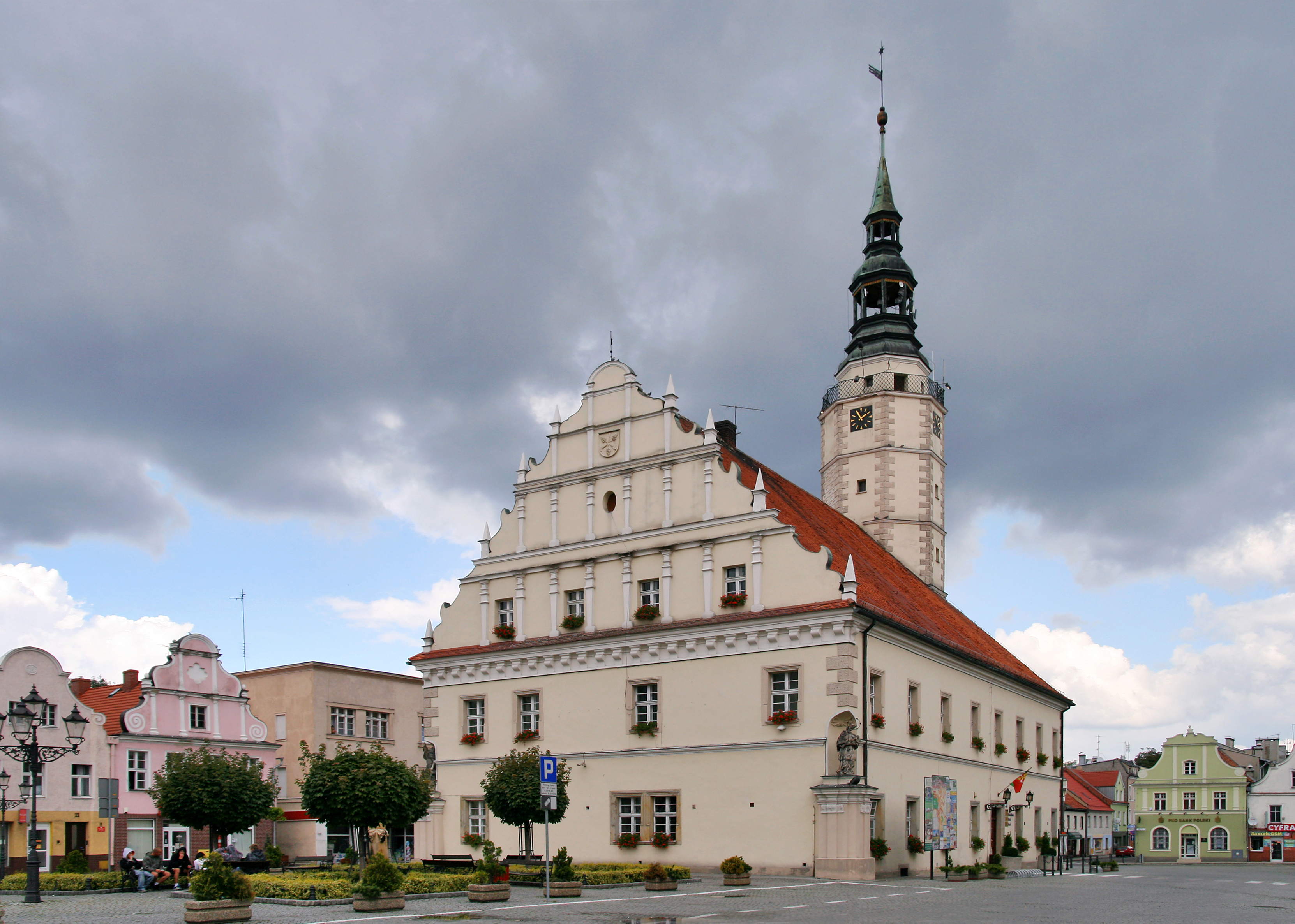
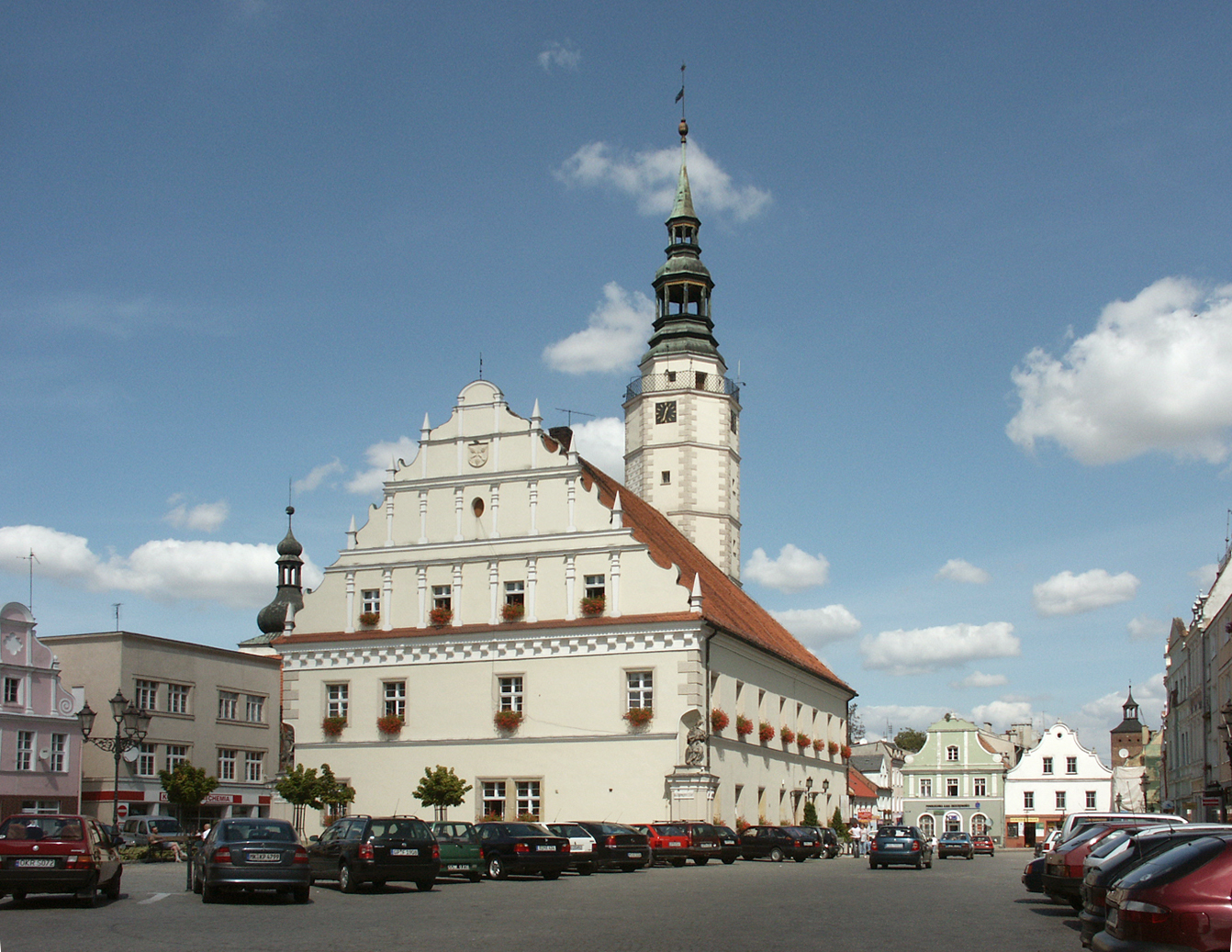
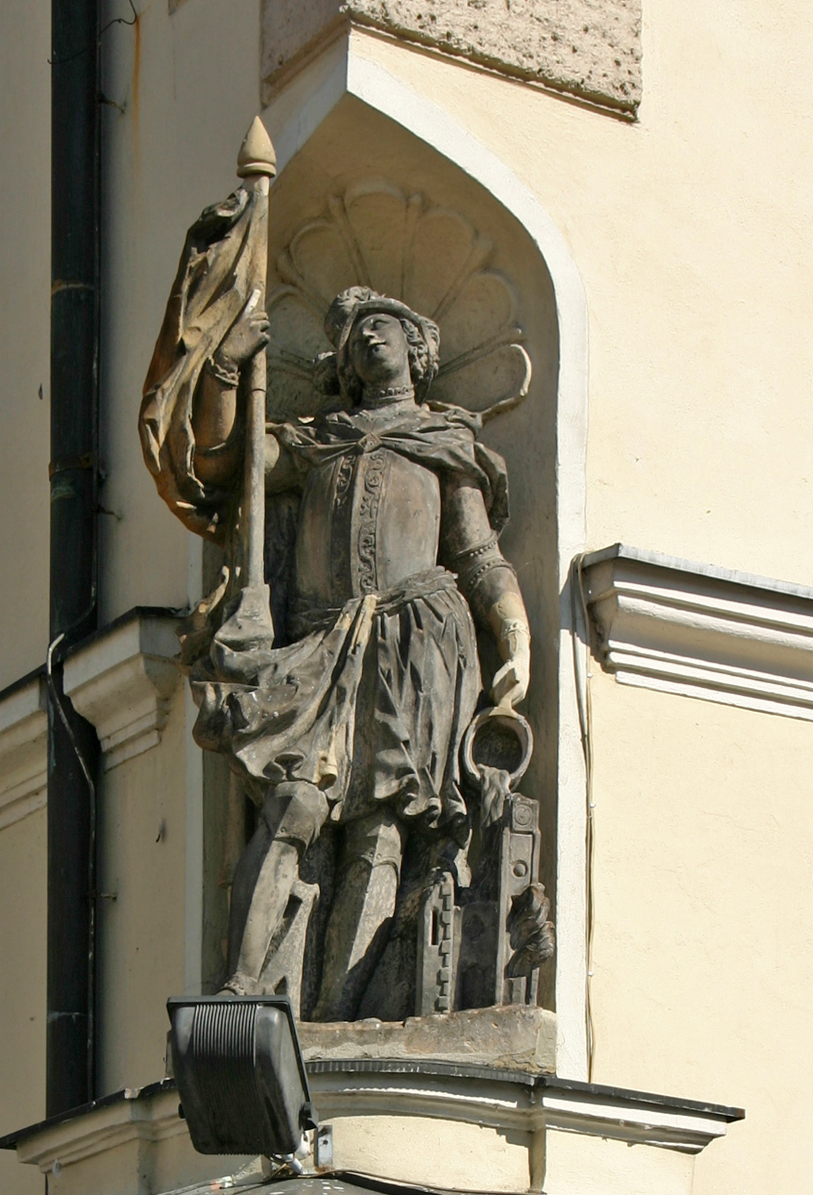
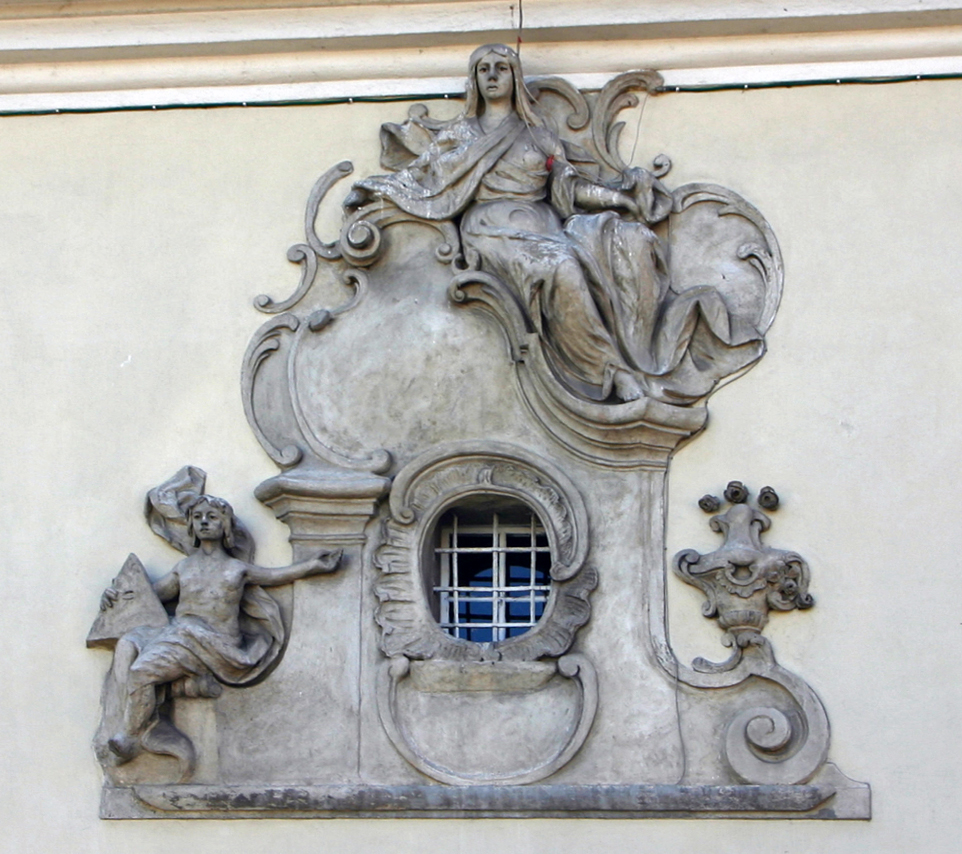